# Ein Sonntagskind, das manchmal spinnt
Ein Sonntagskind, das manchmal spinnt (Alternativtitel: Ich bin die Nele) ist ein deutscher Kinderfilm der DEFA von Hans Kratzert aus dem Jahr 1978.

## Handlung
Die zehnjährige Kathi zieht mit ihrem Vater Peter, den sie Petruschka nennt, von Hohenbergen im Harz in eine Stadt in Brandenburg. Kathis Mutter ist verstorben und so sorgt das Kind für den Haushalt, zumal der Vater als Betriebsleiter häufig auf Arbeit ist. Sie ist ein für ihr Alter sehr selbstständiges Mädchen, nicht auf den Mund gefallen, kreativ und aufgeschlossen. Als sie einkaufen gehen soll, entdeckt sie auf dem Marktplatz eine große Steinstatue. Sie fragt zwei Thälmannpioniere nach der Bedeutung der Figur, und das Mädchen Anke erklärt ihr, dass es sich um einen Roland handelt. Kathi folgt den beiden, während Anke ihr mehr über den Roland erzählt. Plötzlich wird Kathi mit den beiden Pionieren in ein Haus gewinkt. Wenig später steht die verdutzte Kathi mit ihrem Einkaufsnetz auf der Bühne einer Brigadefeier. Die beiden Pioniere singen ein Lied und Kathi sagt wenig später improvisierend ein Gedicht auf und übergibt ihre Einkäufe an den Brigadeleiter. Später unterhält sie die Gäste mit ihren fantasievollen Geschichten und die Pioniere Anke und Jürgen reagieren eifersüchtig. Als Kathi ohne Einkäufe, dafür aber mit ihrer Geschichte von der Brigadefeier nach Hause kommt, glaubt Peter ihr nicht und schickt sie zur Strafe sofort schlafen.
Es stellt sich heraus, dass Kathi in derselben Klasse wie Anke und Jürgen sitzt. Im Deutschunterricht weiß sie zur Verwunderung des Lehrers Schütterow zwar nicht, welche Till-Eulenspiegel-Geschichten die Klasse in ihrem Deutschbuch lesen sollte, kann jedoch aus dem Kopf eine neue Eulenspiegel-Geschichte erzählen. Ihre Art macht sie zur Außenseiterin, gilt sie unter ihren Mitschülern doch bald als Besserwisser und Angeber. Häufig sind ihre Geschichten jedoch wahr, so hilft sie einem kleinen Jungen, der sich verlaufen hat, und kommt deswegen zu spät nach Hause. Da ihr Vater häufig Überstunden machen muss und sich gleichzeitig kaum im Haushalt auskennt, beginnt sich Kathi nach einer Mutter zu sehnen. Sie fragt den Jungen, dessen kleinem Bruder sie geholfen hatte, um Rat, und der meint, dass Kathi nach einer passenden Frau für ihren Vater suchen soll. Er gibt ihr zudem Tipps, wie das erste Treffen zwischen den Erwachsenen ablaufen sollte. Da Kathi schnell Bekanntschaften schließt, hat sie bald die alleinerziehende Frau Dietze als Frau für ihren Vater ausgewählt. Kathi und sie kennen sich vom Einkaufen und gelegentlich hilft Kathi Frau Dietze mit ihrem Baby Beatrice. Kathi organisiert ungefragt ein Rendezvous zwischen ihrem Vater und Frau Dietze, überrascht Peter damit und organisiert Kuchen und Kerzen. Wie geraten zieht sie sich mit Beatrice in ihr Kinderzimmer zurück, doch reden Peter und Frau Dietze kaum miteinander. Als Frau Dietze gegangen ist, bittet Peter seine Tochter, ihm nie wieder ein solches Treffen zu organisieren. Was Kathi nicht weiß, ist, dass Peter in seiner Kollegin Carola Klaroschwsky bereits eine gute Freundin gefunden hat.
Kathi lernt auf einer ihrer Wanderungen zufällig einen Baggerführer kennen, der ihr von seinen Erlebnissen in einer nahegelegenen Ruine berichtet. Er hatte hier in den letzten Kriegsjahren ein entscheidendes Zusammentreffen mit einem guten Freund, wobei die Freundschaft infolgedessen in die Brüche ging. Kathi sucht die Ruine wenig später allein auf und trifft dort auf ein Filmteam, das gerade den Historienstreifen Feuerschein im Zwielicht dreht und sie spontan in einer Szene einsetzt. Als Kathi in der Schule davon erzählt, glaubt ihr mal wieder niemand. Sie begibt sich heimlich zu einem Nachtdreh erneut an den Filmset, weil ihr Vater in derselben Nacht mit Carola unterwegs ist. Vater und Tochter erscheinen gleichzeitig wieder zu Hause und Peter droht, Kathi zu seiner Schwester und deren Mann zu geben. Sie höre nie auf ihn und mache stets ihr eigenes Ding; er will so nicht mehr mit ihr zusammenleben, da er sich nicht auf sie verlassen kann. Bedrückt verspricht Kathi, mehr auf ihren Vater zu hören.
Für einen Pioniertag plant die Klasse verschiedene Aktionen. Kathi will heimlich an der Ruine die Geschichte nachstellen lassen, die ihr der Baggerführer erzählt hat. Die Proben gehen jedoch schief, als einer ihrer Freunde bei einem Sprung stürzt und sich den Arm bricht. Kathi ist darüber so verstört, dass sie vorgibt Bauchschmerzen zu haben, und am nächsten Tag zu Hause bleibt. Sie verpasst so die Beratungsstunde für den Pioniertag und die Klassenkameraden haben mal wieder Grund zum Lästern. Am Ende kann Kathi zwar keine Vorführung an der Ruine zeigen, erzählt den Mitschülern und Pionierleiterin Franziska Peters jedoch die Geschichte, die die Kinder zum Nachdenken anregt. Bald entspinnen sich Diskussionen, wie man die Erfahrungen der Menschen im Krieg sammeln und aufarbeiten könnte. Franziska Peters, die Kathi in ihr Herz geschlossen hat, ist stolz auf die Entwicklung, die durch Kathis Geschichte begonnen hat. Auf dem Rückweg von der Ruine ist Kathi glücklich verkünden zu können, dass sie abgeholt werde: Carola Klaroschwsky, mit der sich Kathi inzwischen gut versteht, wartet unweit auf sie. Sie verspricht dem Mädchen, noch einmal mit Peter zu reden, damit Kathi nicht zu ihrer Tante ziehen muss, und beide gehen gemeinsam wie eine kleine Familie am Havelufer nach Hause.

## Produktion

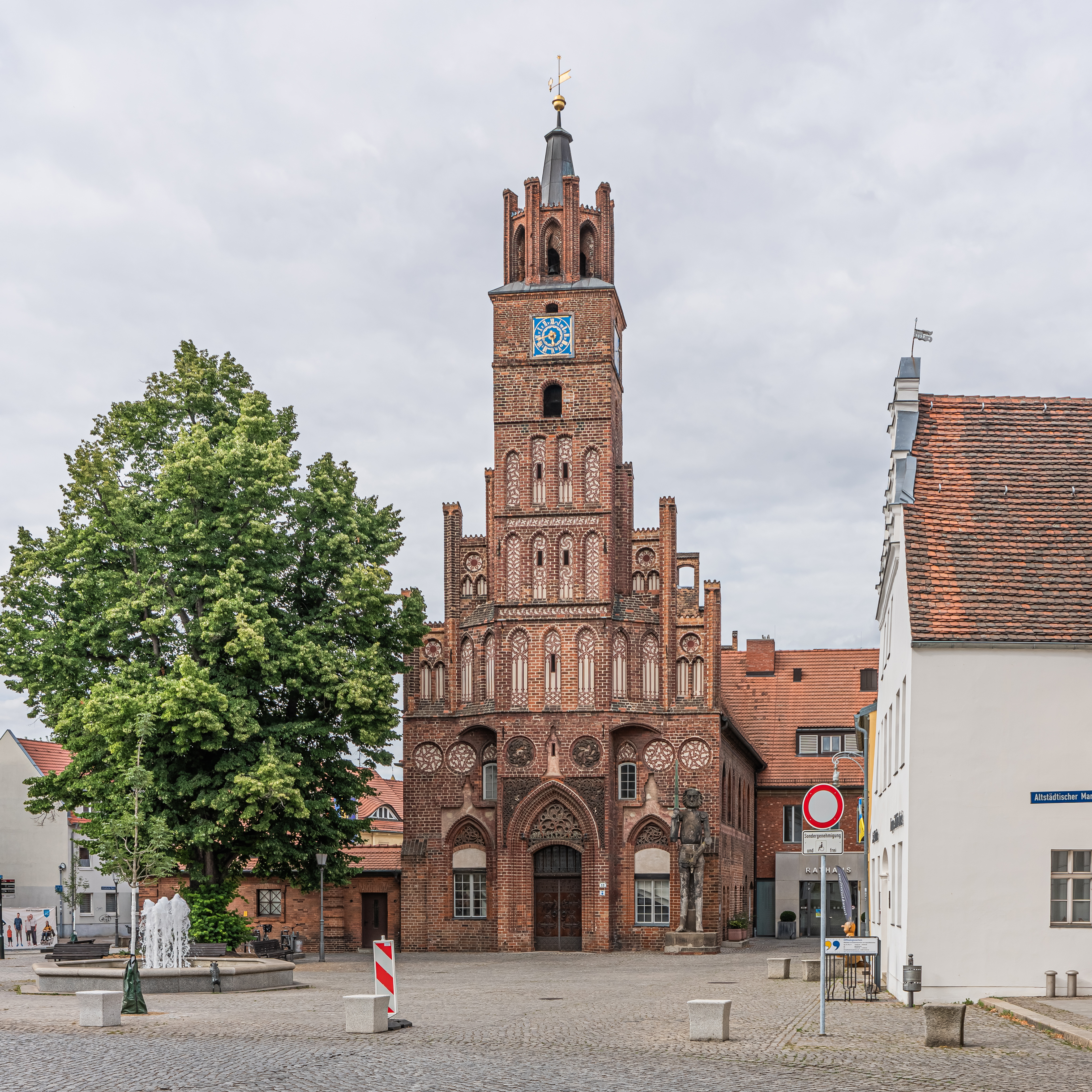
Der Marktplatz von Brandenburg an der Havel mit Rathaus und Rolandstatue, ein Drehort des Films

Ein Sonntagskind, das manchmal spinnt beruht auf Motiven von Peter Brocks Kinderbuch Ich bin die Nele. Der Film entstand unter dem Arbeitstitel Ich bin die Nele ab 1977 unter anderem in Brandenburg an der Havel. Die Kostüme stammen von Barbara Braumann, das Szenenbild schuf Georg Kranz. Der Film wurde am 7. Juli 1978 im Camping-Kino in Arendsee uraufgeführt. Am selben Tag kam der Film in die Kinos der DDR und lief am 15. September 1979 erstmals auf DDR 1 im Fernsehen der DDR.
Das Szenarium stammt von Gudrun Deubener und für die Dramaturgie war Wolf-Dieter Bölke zuständig. Einige Filmschaffende haben in der Szene des Filmdrehs einen Cameo-Auftritt in den Eigenschaften, in denen sie auch bei Ein Sonntagskind, das manchmal spinnt in Erscheinung traten: Hans Kratzert ist als Regisseur zu sehen, Wolfgang Braumann als Kameramann, Barbara Braumann als Kostümbildnerin, Wigbert Stern als Requisiteur, Werner Martin als Beleuchter und Dorit Albrecht als Regieassistentin. Günter Schubert gehört im Film ebenfalls zur Filmcrew.

## Kritik
Die zeitgenössische Kritik der DDR fiel geteilt aus. Hans-Dieter Tok lobte den Film als guten Film und „ereignisreiche Alltagsgeschichte, an der jedwede Generation ihre Freude, ihren Spaß finden kann“ und schrieb, dass im Film „auf äußerst feinfühlige Weise die Psyche eines Kindes, das in einer guten Gesellschaft aufwächst, erschlossen“ wird. Der Film überzeuge aufgrund seiner „Lebensnähe, seiner – kindgemäßen – Konflikte, ob des Engagements namhafter Schauspieler, die mit spürbarer Hingabe ihre dankbaren Rollen in diesem ‚Kinderfilm‘ meistern.“ Renate Holland-Moritz hingegen befand, dass vor allem im Vergleich zu Kratzerts Ottokar der Weltverbesserer hier ein „Trauermarsch auf diesen Schwanengesang seiner Schöpfer“ anzustimmen sei: „Der Film hat keine sich logisch oder gar psychologisch entwickelnde Fabel […] Keiner der Erwachsenen erschließt sich als Charakter“.
Andere Kritiker schrieben rückblickend, dass Kratzert wie schon im erfolgreichen Ottokar der Weltverbesserer episodenhaft erzählen will, hier jedoch weniger Erfolg hat. Gründe dafür liegen „in der bescheiden ausgefallenen Dramaturgie […], der es nicht gelingt, Kathis Reibung mit ihrer Umgebung zu einem Höhepunkt zu führen, Gegensätzliches herauszuarbeiten und Konflikte in aller Konsequenz zu schildern.“ Der Film erzähle zu brav und die gute darstellerische Leistung Yvonne Dießner komme nicht gegen „eine konzeptionslos scheinende Kamera und eine phantasiearme Ausstattung“ an.
Für den film-dienst war Ein Sonntagskind, das manchmal spinnt ein „wenig aufregender Kinderfilm, der episodisch den teils exotischen Alltag in einer Stadt beschreibt.“